# Max Krause (Bildhauer)
Max Reinhold Krause (* 5. Oktober 1875 in Filehne, Kreis Czarnikau, Provinz Posen; † 13. November 1920 in Berlin) war ein deutscher Bildhauer.

## Leben

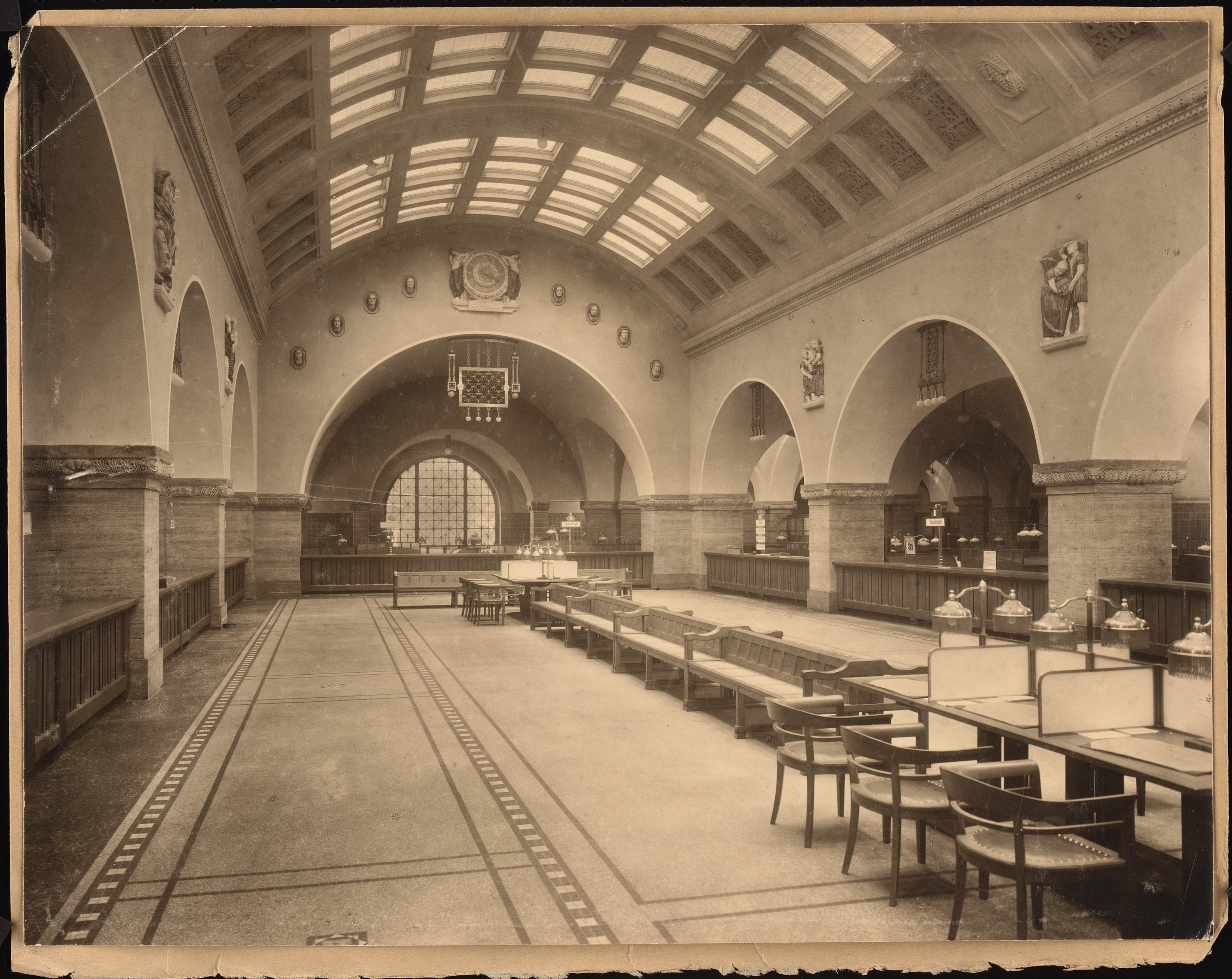
Halle der Sparkasse Charlottenburg, 1913

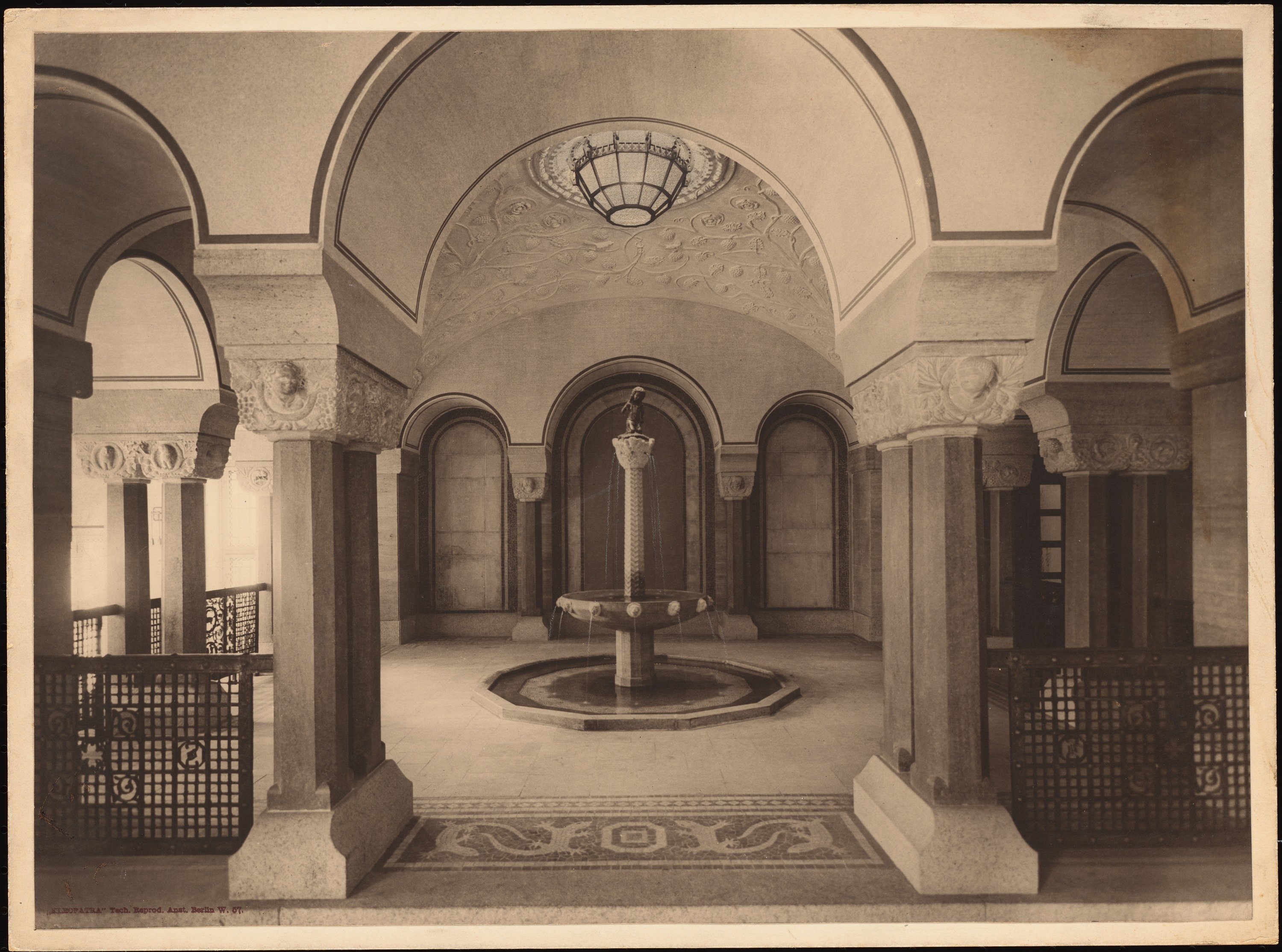
Brunnenhalle im Rathaus Charlottenburg, 1913, die bis 1920/1921 zur Krieger-Gedenkhalle umfunktioniert werden sollte

Krause erhielt seine künstlerische Ausbildung in Berlin, New York City und Brüssel. Als Bauplastiken schuf er romanisierende Rundbogen-Pfeiler für die Halle der Sparkasse in Charlottenburg, ferner nach Entwürfen von Heinrich Seeling romanisierende Säulen für die Brunnenhalle, die spätere Krieger-Gedenkhalle (1920/1921), im Rathaus Charlottenburg. Das Städtische Kunstmuseum in Essen erwarb 1918 seine Springende Antilope.
Krause, der am 1. Oktober 1920 als Werkmeister (Werkstättenleiter) eine Lehrtätigkeit am Bauhaus in Weimar begonnen hatte, starb am 13. November 1920 im Alter von 45 Jahren an einem „Tobsuchtsanfall“ in Berlin.